# Speedski-Weltmeisterschaften 2011
Die Speedski-Weltmeisterschaften 2011 wurden vom 18. bis zum 21. April 2011 zum zweiten Mal nach 2007 am Hang des Mont Fort im schweizerischen Verbier ausgetragen.
Die Disziplin SDH wurde bei den Damen mangels Starterinnen nicht ausgetragen.

## Teilnehmer
| Europa (12 Länder)                                               | Europa (12 Länder)                                                              | Europa (12 Länder) |
| ---------------------------------------------------------------- | ------------------------------------------------------------------------------- | ------------------ |
| - Belgien - Frankreich - Italien - Norwegen - Österreich - Polen | - Russland - Schweden - Schweiz - Spanien - Tschechien - Vereinigtes Königreich |                    |
| Amerika (2 Länder)                                               |                                                                                 |                    |
| - Kanada                                                         | - Vereinigte Staaten                                                            |                    |

## Programm
Programm  der Weltmeisterschaften:
| Datum     | Uhrzeit | Programm            |
| --------- | ------- | ------------------- |
| 18. April | 11:30   | 1. Lauf             |
| 18. April | 12:30   | 2. Lauf             |
| 18. April | 19:00   | Eröffnungszeremonie |
| 19. April | 11:30   | 3. Lauf             |
| 19. April | 12:30   | 4. Lauf             |
| 20. April | 11:30   | Halbfinallauf       |
| 20. April | 12:30   | Finallauf           |
| 20. April | 17:30   | Medaillenvergabe    |

## Medaillenspiegel
| Platz | Nation     | Gold | Silber | Bronze | Gesamt |
| ----- | ---------- | ---- | ------ | ------ | ------ |
| 01    | Schweden   | 2    | 1      | 1      | 4      |
| 02    | Frankreich | 1    | 2      | 2      | 5      |
| 03    | Italien    | 1    | 1      | 1      | 3      |
| 04    | Österreich | 1    | —      | —      | 1      |
| 05    | Schweiz    | —    | 1      | 1      | 2      |
| Total | Total      | 6    | 6      | 6      | 18     |

## Strecke
Sämtliche Wettbewerbe fanden auf der Piste Mont Fort statt.
| Streckenname         | Mont Fort |
| Seehöhe Start        | 3330 m    |
| Seehöhe Ziel         | 2900 m    |
| Höhendifferenz       | 430 m     |
| Streckenlänge gesamt | 880 m     |

## Ergebnisse Herren

### S1
| Platz | Land | Sportler             | Geschwindigkeit (km/h) |
| ----- | ---- | -------------------- | ---------------------- |
| 01    | ITA  | Simone Origone       | 211,67                 |
| 02    | ITA  | Ivan Origone         | 209,70                 |
| 03    | FRA  | Bastien Montes       | 209,69                 |
| 04    | AUT  | Klaus Schrottshammer | 209,67                 |
| 05    | SUI  | Philippe May         | 209,19                 |
| 06    | FRA  | Louis Billy          | 208,33                 |
| 07    | SWE  | Danie Persson        | 208,03                 |
| 08    | FRA  | Simon Billy          | 207,59                 |
| 09    | CZE  | Radek Cermak         | 207,47                 |
| 10    | SWE  | Christian Jansson    | 206,80                 |
| …     |      |                      |                        |
| 17    | SUI  | Ismaël Devenes       | 191,29                 |
| 19    | SUI  | Roger Stump          | 190,84                 |
| 32    | AUT  | Stephan Schmid       | 182,15                 |
| 35    | AUT  | Andreas Nussbaumer   | 181,08                 |
| 37    | SUI  | Eric Gygax           | 174,14                 |

Titelverteidiger:  Simone Origone
39 Fahrer in der Wertung

### SDH
| Platz | Land | Sportler           | Geschwindigkeit (km/h) |
| ----- | ---- | ------------------ | ---------------------- |
| 01    | AUT  | Markus Münzer      | 192,86                 |
| 02    | SUI  | Gregory Meichtry   | 191,84                 |
| 03    | ITA  | Stefano Bar        | 191,28                 |
| 04    | SWE  | Sebastian Lindblom | 191,03                 |
| 05    | SWE  | Jan Magnusson      | 189,77                 |
| 06    | SUI  | Reto Eigenmann     | 188,94                 |
| 07    | AUT  | Günther Foidl      | 188,38                 |
| 08    | AUT  | Gerhard Peer       | 188,29                 |
| 09    | AUT  | Martin Hochrainer  | 178,44                 |
| 10    | FRA  | Mathieu Sage       | 178,43                 |
| 11    | AUT  | Herbert Fallmann   | 177,61                 |
| 11    | AUT  | Christoph Prüller  | 176,24                 |
| …     |      |                    |                        |
| 16    | SUI  | Steve Richard      | 175,24                 |
| 17    | AUT  | Josef Stangl       | 172,85                 |

Titelverteidiger:  Gregory Meichty
29 Fahrer in der Wertung

### SDH Junior
| Platz | Land | Sportler                | Geschwindigkeit (km/h) |
| ----- | ---- | ----------------------- | ---------------------- |
| 01    | SWE  | Erik Backlund           | 172,70                 |
| 02    | FRA  | Charles Edouard Queyras | 171,84                 |
| 03    | SUI  | Julien Kipfer           | 170,35                 |
| 04    | FRA  | Robin Portal            | 168,01                 |
| 05    | SWE  | Robert Samuelsson       | 167,93                 |
| 06    | NOR  | Magnus Björnnes         | 166,71                 |
| 07    | FRA  | Emmeric Mabit           | 166,67                 |
| 08    | SWE  | Olof Fernqvist          | 166,27                 |
| 09    | FRA  | Terix Degand            | 165,98                 |
| 10    | SWE  | Karl Fernqvist          | 165,50                 |
| 11    | SUI  | Kilian Tournier         | 164,47                 |

Titelverteidiger:  Charles Edouard Queyras
Elf Fahrer in der Wertung

## Ergebnisse Damen

### S1
| Platz | Land | Sportler               | Geschwindigkeit (km/h) |
| ----- | ---- | ---------------------- | ---------------------- |
| 01    | FRA  | Karine Dubouchet Revol | 204,05                 |
| 02    | SWE  | Linda Baginski         | 203,13                 |
| 03    | SWE  | Sana Tidstrand         | 202,70                 |
| 04    | FRA  | Jennifer Romano        | 201,51                 |
| 05    | USA  | Tracie Sachs           | 200,48                 |
| 06    | SWE  | Lisa Hovland-Udén      | 199,35                 |
| 07    | ITA  | Elena Banfo            | 176,40                 |

Titelverteidiger:  Karine Dubouchet Revol
Sieben Fahrerinnen in der Wertung

### SDH Junior
| Platz | Land | Sportler          | Geschwindigkeit (km/h) |
| ----- | ---- | ----------------- | ---------------------- |
| 01    | SWE  | Sara Niemi        | 167,94                 |
| 02    | FRA  | Clea Martinez     | 166,52                 |
| 03    | FRA  | Lou Esteban Orain | 162,37                 |
| 04    | FRA  | Célia Martinez    | 161,82                 |
| 05    | SWE  | Hanna Matslofva   | 160,22                 |

Titelverteidiger:  Jennifer Romano
Fünf Fahrerinnen in der Wertung